# Бон шанс, инспекторе!
„Бон шанс, инспекторе!“е български игрален филм (криминален, черна комедия) от 1983 година, по сценарий и режисура на Петър Донев. Оператор е Христо Тотев. Музиката във филма е композирана от Борис Карадимчев.

## Сюжет
Действието се развива през 30-те години на ХХ век в малък провинциален български град. Хората живеят кротко, но ежедневно стават дребни кражби, които кметът на града смята за напълно в реда на нещата. Но когато от местната банка са откраднати осем милиона лева, всички са хвърлени в смут. За някои това е повод за притеснение, а за други – повод за радост. Сред вторите е криминалният инспектор и бивш професионален измамник Тюхчев. С хитрите си и комични методи той успява да разобличи местния големец – Велизар Карадушев, чийто баща става министър. Това обаче кара Тюхчев да прикрие истината и той взема част от парите, като в края на филма стреля по отражението си в огледалото.

## Състав

### Актьорски състав
| Роля                                              | Изпълнител                       |
| ------------------------------------------------- | -------------------------------- |
| Инспектор Тюхчев                                  | Заслужил артист Велко Кънев      |
| Кметът                                            | Народен артист Георги Калоянчев  |
| любовницата Елиза Карадушева, майката на Велизар  | Заслужила артистка Татяна Лолова |
| Велизар Карадушев                                 | Йосиф Сърчаджиев                 |
| Жозефина Бикс, заподозряната                      | Камелия Тодорова                 |
| Кочияшът Трифон                                   | Кирил Господинов                 |
| Касиерът Роман                                    | Димитър Георгиев                 |
| Директорът на банката Спас Спасиев                | Стоян Стоев                      |
| Учителят по френски - човекът с коприненото шалче | Антон Радичев                    |
| Свещеникът                                        | Заслужил артист Кирил Кавадарков |
|                                                   | В епизодите                      |
|                                                   | Стефан Русинов                   |
|                                                   | Стефан Пеев                      |
|                                                   | Илия Вангелов - Бъди             |
|                                                   | Иван Гайдарджиев                 |
|                                                   | Никола Караджов                  |
|                                                   | Петър Гетов                      |
|                                                   | Невена Ханджиева                 |
|                                                   | Надя Тодорова                    |

и други

### Творчески и технически екип
| Сценарист и режисьор  | Петър Донев |
| Редактор              | Тодор Монов |
| Оператор              | Христо Тотев |
| Художник              | Георги Гуцев |
| Художник по костюми   | Мария Диманова |
| Музика                | Борис Карадимчев |
| Постановка на танците | Маргарита Арнаудова |
| Звукорежисьор         | Веселин Цолевски |
| Тонтехник             | Николай Михайлов |
| Монтаж                | Магда Кръстева |
| Грим                  | Лили Ламбрева Ани Михайлова |
| Втори режисьор        | Димитър Георгиев |
| Скриптър              | Надежда Дянкова |
| Асистент-режисьор     | Георги Солунски |
| Втори оператор        | Любомир Калевски |
| Асистент-оператори    | Лазар Лазаров Александър Хатисов Атанас Димитров                                                                                    |
| Фотограф              | Красимир Арабаджиев |
| Осветление            | Костадин Костадинов |
| Кран                  | Васил Ковачев |
| Втори художници       | Красимир Пашкулев Соня Деспотова |
| Гардероб              | Ани Василева Ирен Вълчева |
| Реквизит              | Алексей Христов Петко Тодоров |
| Пиротехника           | Петко Петков |
| Организатори          | Ангелина Бунчукова Милко Шишков |
| Директор              | Александър Търкаланов |
| Distributed by        | Българска национална филмотека Българска кинематография Студия за игрални филми „Бояна“ Втори творчески колектив /Copyright © 1983/ |